# Bryum pseudomicron
Bryum pseudomicron är en bladmossart som beskrevs av C. Müller 1882. Bryum pseudomicron ingår i släktet bryummossor, och familjen Bryaceae. Inga underarter finns listade i Catalogue of Life.